# Parafia św. Hermana z Alaski w Atmautluak
Parafia św. Hermana z Alaski w Atmautluak – prawosławna parafia w mieście Atmautluak. Jedna z 10 parafii tworzących dekanat Bethel diecezji Alaski Kościoła Prawosławnego w Ameryce. 